# キャロル・オコンネル
キャロル・オコンネル（Carol O'connell、1947年5月26日 - ）は、アメリカ合衆国の推理作家。ニューヨーク出身。代表作はニューヨーク市警の女性警察官キャシー・マロリーが主人公のシリーズ。シリーズ第1作『氷の天使』（原題：Mallory's Oracle ）は、イングランドに送られ、ヨーロッパで出版権がオークションにかけられ、アメリカに逆輸入される形で出版されるやベストセラーになった。
アリゾナ州立大学で美術学士を取得したが、芸術家としては大成せず、趣味で小説を書き始めたのがデビューのきっかけであった。

## 作品リスト

### キャシー・マロリーシリーズ
| #  | 邦題               | 原題                      | 刊行年月  | 刊行年月   | 訳者     | 出版社                      |
| -- | ------------------ | ------------------------- | --------- | ---------- | -------- | --------------------------- |
| 1  | 氷の天使           | Mallory's Oracle          | 1994年5月 | 2001年5月  | 務台夏子 | 東京創元社 〈創元推理文庫〉 |
| 2  | アマンダの影       | The Man Who Lied to Women | 1996年7月 | 2001年6月  | 務台夏子 | 東京創元社 〈創元推理文庫〉 |
| 3  | 死のオブジェ       | Killing Critics           | 1997年7月 | 2001年8月  | 務台夏子 | 東京創元社 〈創元推理文庫〉 |
| 4  | 天使の帰郷         | Flight of the Stone Angel | 1998年7月 | 2003年2月  | 務台夏子 | 東京創元社 〈創元推理文庫〉 |
| 5  | 魔術師の夜         | Shell Game                | 2000年8月 | 2005年12月 | 務台夏子 | 東京創元社 〈創元推理文庫〉 |
| 6  | 吊るされた女       | Crime School              | 2002年9月 | 2012年6月  | 務台夏子 | 東京創元社 〈創元推理文庫〉 |
| 7  | 陪審員に死を       | The Jury Must Die         | 2004年8月 | 2014年2月  | 務台夏子 | 東京創元社 〈創元推理文庫〉 |
| 8  | ウィンター家の少女 | Winter House              | 2005年9月 | 2016年3月  | 務台夏子 | 東京創元社 〈創元推理文庫〉 |
| 9  | ルート66           | Shark Music               | 2008年5月 | 2017年3月  | 務台夏子 | 東京創元社 〈創元推理文庫〉 |
| 10 | 生贄の木           | The Chalk Girl            | 2012年7月 | 2018年3月  | 務台夏子 | 東京創元社 〈創元推理文庫〉 |
| 11 | ゴーストライター   | It Happens In The Dark    | 2013年8月 | 2019年3月  | 務台夏子 | 東京創元社 〈創元推理文庫〉 |
| 12 | 修道女の薔薇       | Blind Sight               | 2016年9月 | 2020年3月  |          |                             |

### シリーズ外作品
- クリスマスに少女は還る The Judas Child （1998年6月 /  1999年9月 東京創元社 務台夏子訳）
- 愛おしい骨 Bone by Bone （2009年11月 /  2010年9月 東京創元社 務台夏子訳）

## 文学賞ノミネート・ランキング
| タイトル                    | 年     | 賞                           | 結果       |
| --------------------------- | ------ | ---------------------------- | ---------- |
| 氷の天使 （マロリーの神託） | 1995年 | エドガー賞 処女長編賞        | ノミネート |
| 氷の天使 （マロリーの神託） | 1995年 | アンソニー賞 新人賞          | ノミネート |
| 氷の天使 （マロリーの神託） | 1995年 | ディリス賞                   | ノミネート |
| クリスマスに少女は還る      | 1999年 | バリー賞 長編賞              | ノミネート |
| クリスマスに少女は還る      | 1999年 | 週刊文春ミステリーベスト10   | 9位        |
| クリスマスに少女は還る      | 2000年 | このミステリーがすごい!      | 6位        |
| クリスマスに少女は還る      | 2012年 | 東西ミステリーベスト100      | 58位       |
| 愛おしい骨                  | 2010年 | 週刊文春ミステリーベスト10   | 4位        |
| 愛おしい骨                  | 2011年 | このミステリーがすごい!      | 1位        |
| 愛おしい骨                  | 2011年 | 本格ミステリベスト10         | 8位        |
| 吊るされた女                | 2012年 | 文庫翻訳ミステリー・ベスト10 | 8位        |
| 吊るされた女                | 2012年 | 翻訳ミステリー大賞 読者賞    | 受賞       |